# Barret-sur-Méouge
Barret-sur-Méouge település Franciaországban, Hautes-Alpes megyében. Lakosainak száma 192 fő (2022. január 1.). Barret-sur-Méouge Éourres, Orpierre, Sainte-Colombe, Saint-Pierre-Avez, Salérans, Ballons, Nossage-et-Bénévent és Val-Buëch-Méouge községekkel határos.

## Népesség
A település népességének változása:
| Lakosok száma | 342  | 187  | 232  | 218  | 233  | 225  | 220  | 220  | 181  | 192  |
|               | 1968 | 1982 | 1999 | 2006 | 2011 | 2015 | 2017 | 2018 | 2020 | 2022 |